# Rangaeris
Rangaeris es un género con 5 especies de orquídeas de hábitos epífitas. Es originario de los trópicos del sur de África.

## Descripción
Son orquídeas de tamaño medio, epífitas y monopodiales nativas de África. Son semejantes a las especies del género Aerangis de la que difieren en tener un viscidio con dos estipes en lugar de uno como tiene Aerangis.

## Taxonomía
El género fue descrito por (Schltr.) Summerh. y publicado en Bulletin of Miscellaneous Information Kew 227. 1936.

## Especies deRangaeris
- Rangaeris amaniensis (Kraenzl.) Summerh., Kew Bull. 4: 438 (1949).
- Rangaeris longicaudata (Rolfe) Summerh. in J.Hutchinson & J.M.Dalziel, Fl. W. Trop. Afr. 2: 449 (1936).
- Rangaeris muscicola (Rchb.f.) Summerh. in J.Hutchinson & J.M.Dalziel, Fl. W. Trop. Afr. 2: 450 (1936).
- Rangaeris schliebenii (Mansf.) P.J.Cribb, in Fl. Trop. E. Afr., Orchid.(3): 570 (1989).
- Rangaeris trilobata Summerh., Bull. Misc. Inform. Kew 1936: 229 (1936).